# سمامة بيضاءة الحنجرة
سمامة بيضاء الحنجرة (الاسم العلمي: Hirundapus caudacutus) هو نوع من فصيلة سمامة.